# Worm Infested
Worm Infested è il secondo EP dei Cannibal Corpse. Venne pubblicato nel 2002 dalla Metal Blade Records.

## Tracce
1. Systematic Elimination – 2:53 – dalle session di Gore Obsessed
2. Worm Infested – 3:29 – dalle session di Gore Obsessed
3. Demon's Night (Accept cover) – 4:16 – dalle session di Gallery of Suicide
4. The Undead Will Feast (ri-registrazione) – 2:53 – dalle session di Vile
5. Confessions (Possessed cover) – 2:56 – dalle session di Bloodthirst
6. No Remorse (Metallica cover) – 6:15 – dalle session di Gore Obsessed

## Formazione
- George 'Corpsegrinder' Fisher - voce
- Jack Owen - chitarra
- Pat O'Brien - chitarra
- Alex Webster - basso
- Paul Mazurkiewicz - batteria